# Leptocerus aksu
Leptocerus aksu is een schietmot uit de familie Leptoceridae. De soort komt voor in het Palearctisch gebied.